# Common Ground
Common Ground er en amerikansk stumfilm fra 1916 af William C. deMille.

## Medvirkende
- Marie Doro
- Thomas Meighan som David Evans
- Theodore Roberts som James Mordant
- Mary Mersch som Doris Mordant
- Horace B. Carpenter som Burke